# 圣马蒂纽-达塞拉
圣马蒂纽-达塞拉是巴西南大河州的一个市镇。总面积671.853平方公里，总人口3409人，人口密度5.1人/平方公里。